# Natal (Brazília)
Natal Rio Grande do Norte, Brazília egyik államának fővárosa, az ország északkeleti sarkán. Lakosainak száma 806 000 fő volt 2009-ben, az agglomerációé 1 263 000.
A 2000-es évek elején az IPEA (Instituto de Pesquisa Econômica Aplicada) Brazília legbiztonságosabb fővárosának tartotta, de 2017-ben már egyik legveszélyesebb városaként jegyezték; 100 ezer lakosra több mint 100 emberölés jutott.
A várost 1597 karácsonyán alapították, Jézus születésének napján alapították, így a karácsony nevet kapta (Natal jelentése karácsony vagy születés). A középkori erődje ma is remek állapotban van. Igazi fejlődésnek 1892-től indult a város, a korszerű kikötő megépítésével.
Rio Grande do Norte állam legfontosabb termékei a só (amit a tengerparti lepárlómedencékből nyernek), a cement, a gyapot, a cukornád és a bútor. Ezeket Natal kikötőjéből indítják útnak exportra. A turizmus is fontos gazdasági tényező.

## Galéria

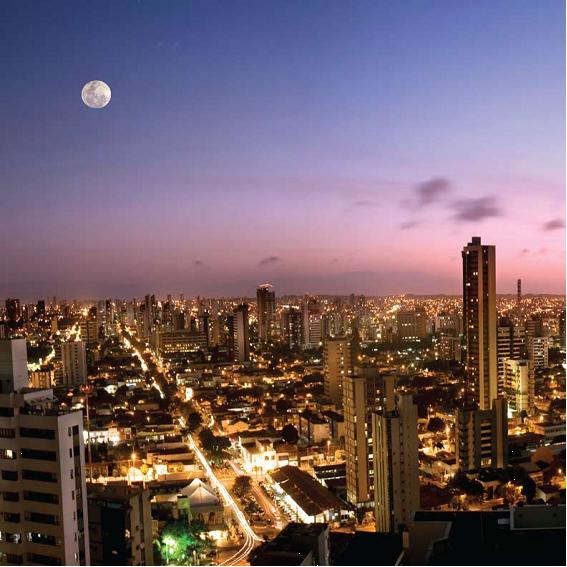
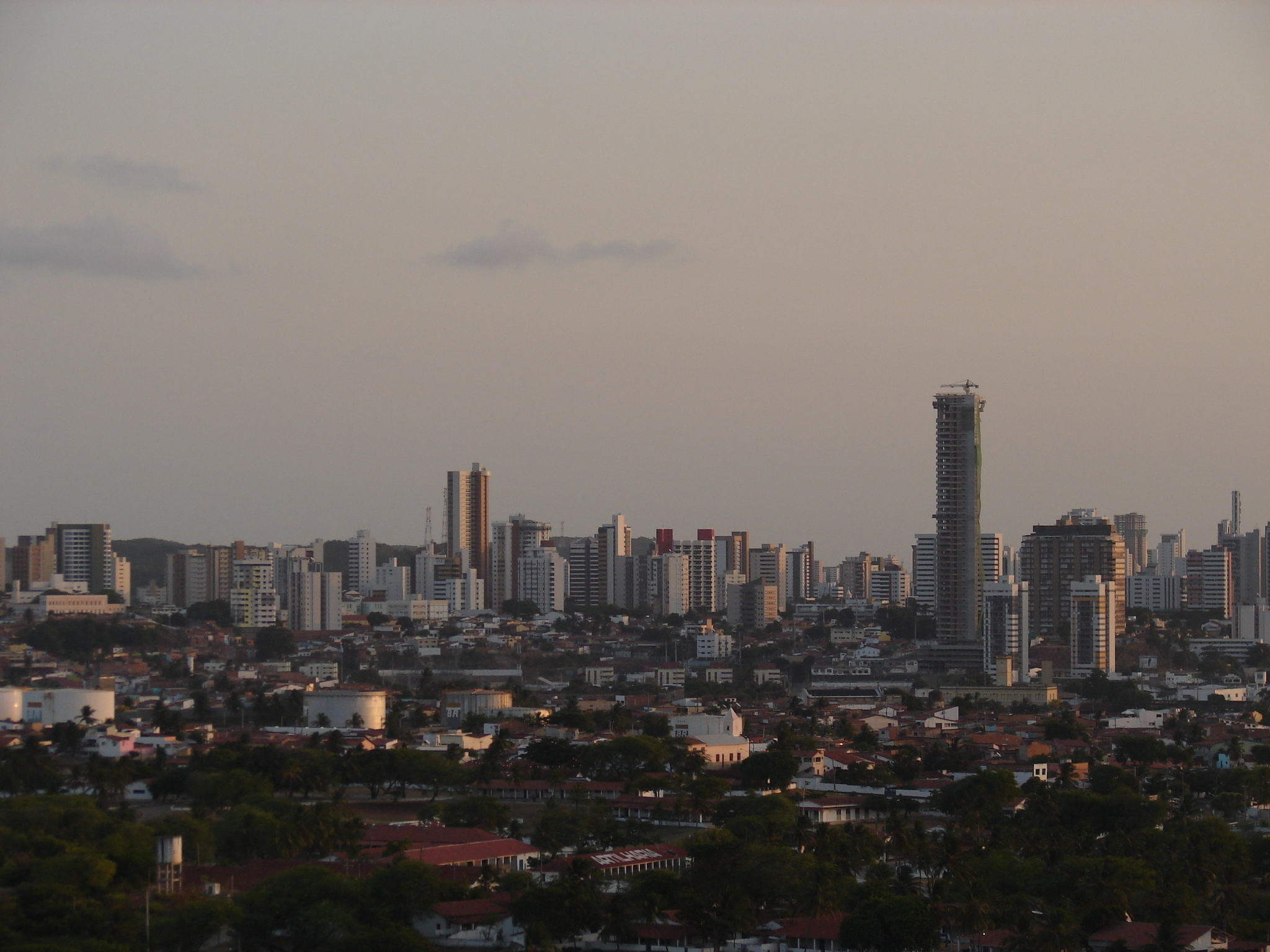
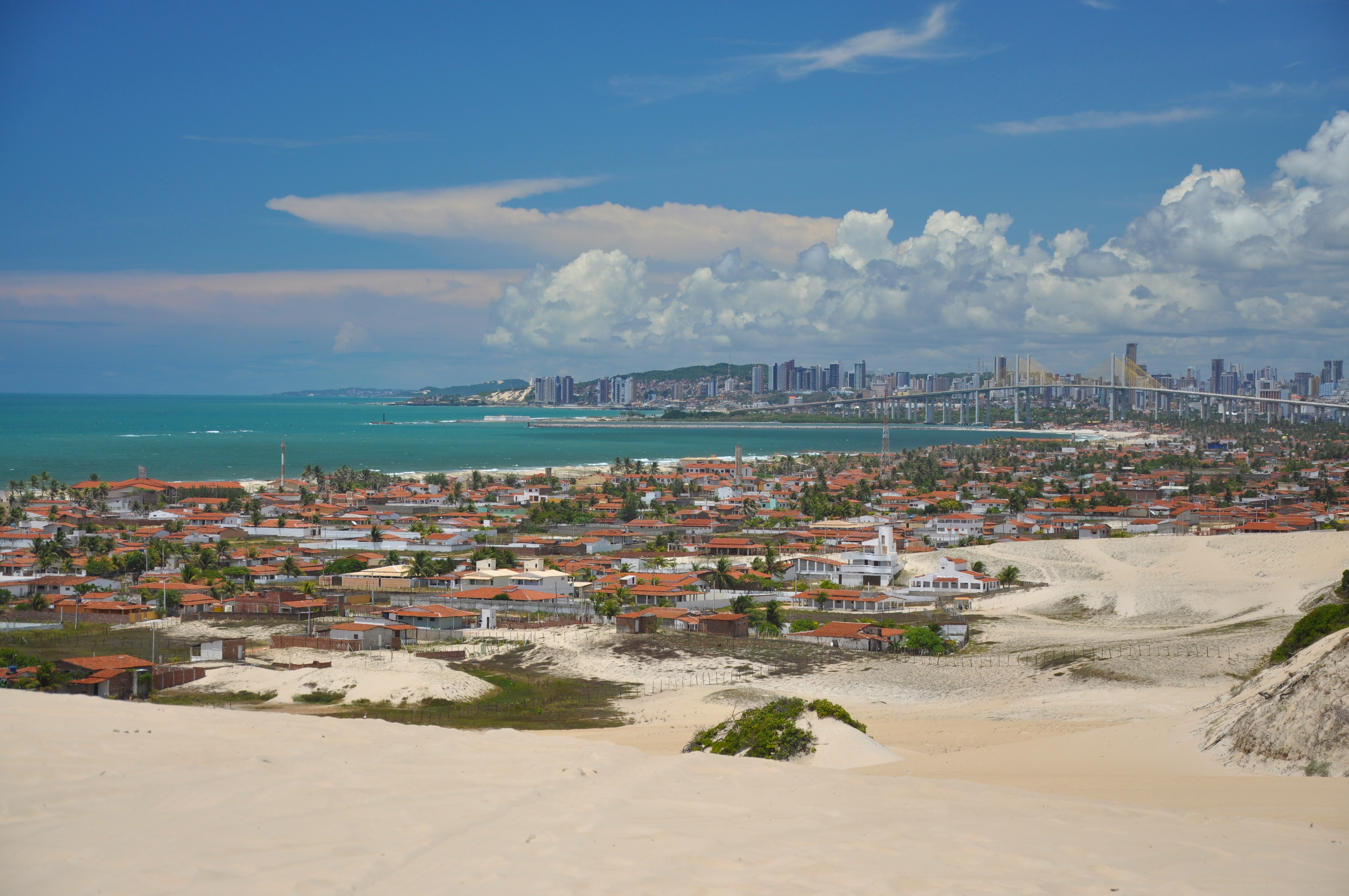
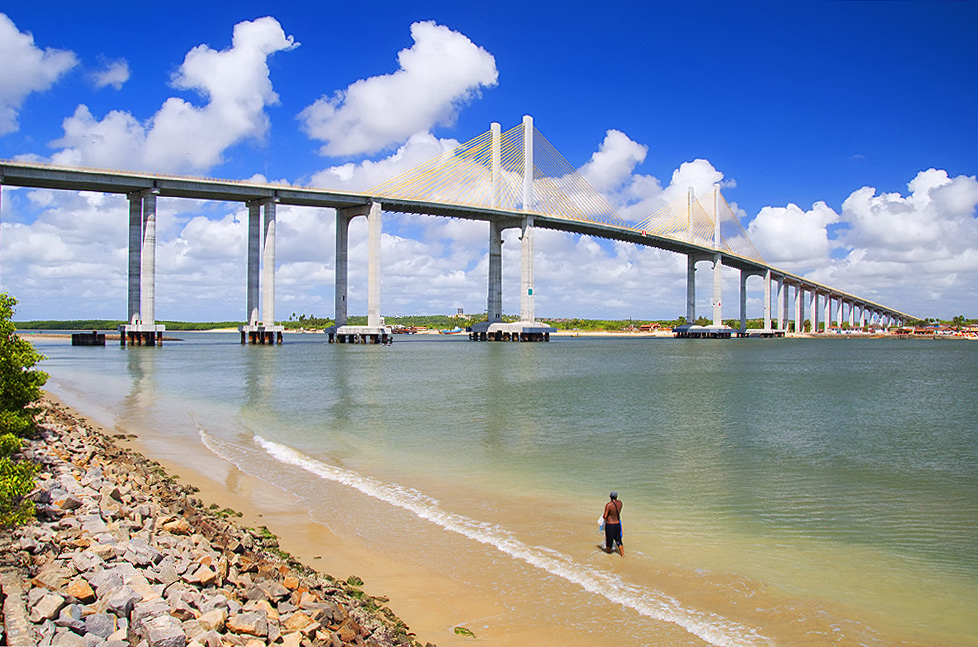
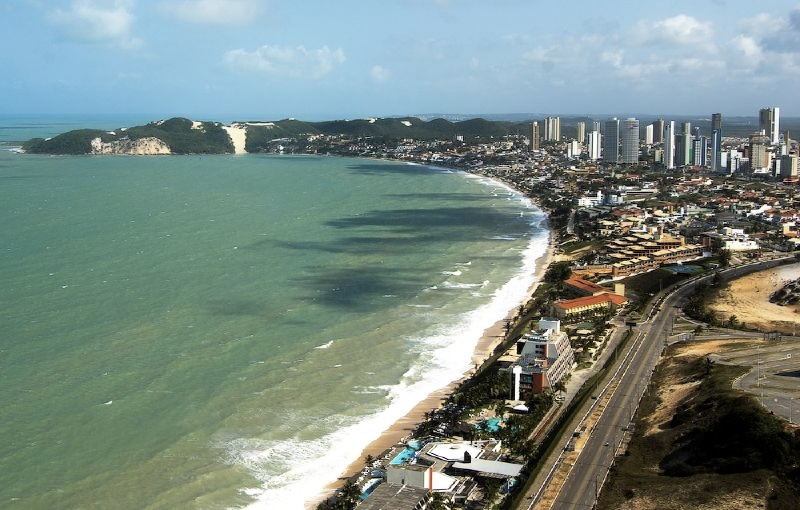
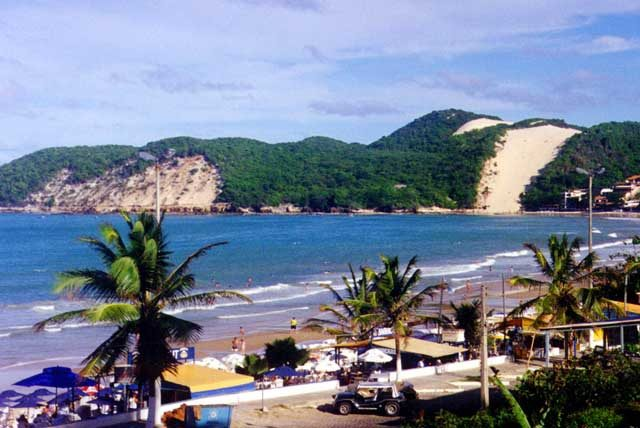

## Éghajlata
| Hónap                                                       | Jan. | Feb. | Már. | Ápr. | Máj. | Jún. | Júl. | Aug. | Szep. | Okt. | Nov. | Dec. | Év   |
| ----------------------------------------------------------- | ---- | ---- | ---- | ---- | ---- | ---- | ---- | ---- | ----- | ---- | ---- | ---- | ---- |
| Rekord max. hőmérséklet (°C)                                | 33,4 | 36,8 | 33,8 | 33,0 | 32,4 | 32,2 | 30,8 | 31,2 | 31,8  | 32,5 | 32,7 | 32,4 | 36,8 |
| Átlagos max. hőmérséklet (°C)                               | 30,4 | 30,7 | 30,7 | 30,3 | 29,8 | 28,8 | 28,4 | 28,6 | 29,0  | 29,7 | 30,0 | 30,4 | 29,7 |
| Átlagos min. hőmérséklet (°C)                               | 24,4 | 24,6 | 24,2 | 23,7 | 23,1 | 21,9 | 21,0 | 21,2 | 22,2  | 23,5 | 24,2 | 24,7 | 23,2 |
| Rekord min. hőmérséklet (°C)                                | 18,4 | 19,0 | 17,9 | 17,7 | 17,9 | 14,8 | 16,1 | 15,4 | 16,6  | 17,3 | 17,9 | 18,4 | 14,8 |
| Átl. csapadékmennyiség (mm)                                 | 81   | 100  | 201  | 241  | 222  | 349  | 254  | 119  | 54    | 21   | 23   | 29   | 1691 |
| Forrás: Brazilian National Institute of Meteorology (INMET) |      |      |      |      |      |      |      |      |       |      |      |      |      |